# Massif de Marseilleveyre
Le massif de Marseilleveyre est un chaînon de calcaire karstique situé sur le littoral sud de Marseille. Culminant à 432 mètres d'altitude, c'est un site de randonnée et d'escalade très fréquenté offrant un panorama sur la rade de Marseille, les îles environnantes et les chaînons voisins : massif du Puget, massif de Saint-Cyr, massif du Garlaban, massif de l'Étoile, massif de la Sainte-Baume, etc. Il domine la partie occidentale du massif des Calanques.

## Toponymie
Marseilleveyre est la francisation du provençal Marsihaveire (pron. vèïre), dont la signification est incertaine. Frédéric Mistral aurait vu dans veire l'adjectif latin vetus qui signifie « vieux », en référence à la fontaine de Voire, lieu mythique de la fondation de Marseille. Pour Giono, c'est un sommet « d’où, comme son nom l’indique, on voit toute la baie ». Le verbe Veire, qui signifie « voir » se retrouve d'ailleurs dans la dénomination du second sommet du massif, légèrement à l'ouest du premier, et qui s'appelle Béouveyre, littéralement « beau-voir » — ou « belvédère » (terme venu lui-même de l'italien bel-vedere).

## Géographie

### Situation

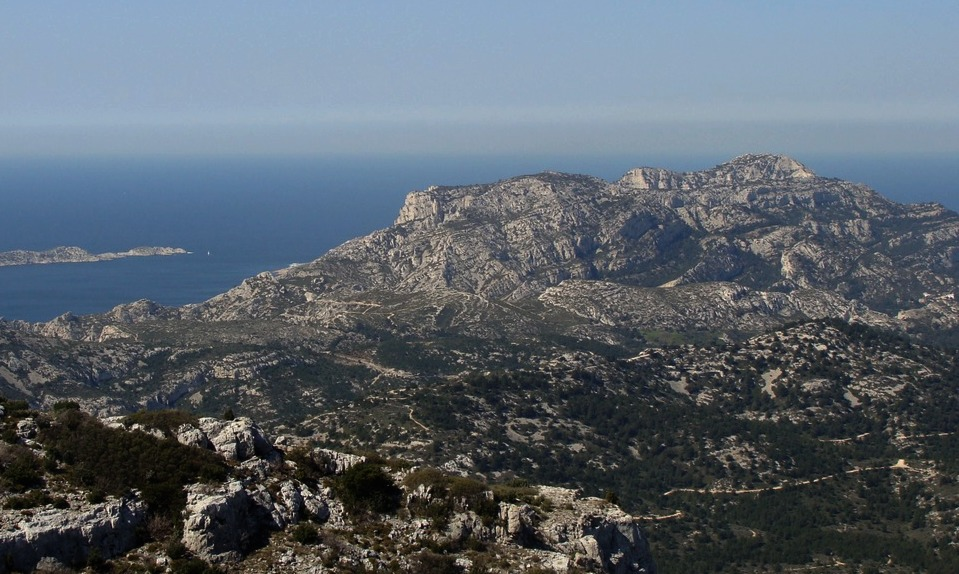
Le massif de Marseilleveyre vu du mont Puget

Le massif de Marseilleveyre au sens strict s'étend d'ouest en est sur une dizaine de kilomètres depuis la pointe des Goudes, le cap Croisette, jusqu'à la calanque de Sugiton, où il est en contact avec le massif de Puget, qui le prolonge à l'est jusqu'à la cuvette de Cassis.
Le point culminant de ce chaînon est le sommet de Marseilleveyre qui culmine à 432 mètres, orné d'une croix et de quelques ruines.
Ces deux massifs, aux caractéristiques morphologiques voisines (roche calcaire, relief accusé, bord de mer hostile, intérieur inhabité), constituent un ensemble homogène, y compris sur le plan touristique (randonnées pédestres, cabotage dans les calanques). On les associe souvent sous l'appellation générique de « massif des calanques », leurs côtes successives abritant la totalité des calanques de Marseille.
Un chapelet d'îles borde Marseilleveyre au sud-ouest : de l'île Maïre, qui touche presque la pointe des Goudes (la passe du cap Croisette a moins de 100 mètres de large), à l'île de Riou un peu plus au large au sud (à 3 kilomètres de la côte), en passant par les îles de Jarre et Calseraigne, toutes ces îles, de la même nature géologique, étaient reliées au continent il y a quelque 20 000 ans, pendant la régression marine provoquée par la dernière glaciation, époque où des hommes décorèrent la fameuse grotte Cosquer.

### Topographie
Ces massifs, et les îles associées, constituent un ensemble rocheux de nature calcaire au relief très accusé. Aucun cours d'eau ne les parcourt, mais ils portent la marque d'une érosion ancienne, dont les calanques sont la trace la plus connue ; mais les vallons qui entaillent le massif sont aussi particulièrement accusés, tel le bien nommé Malvallon, au-dessus de la calanque de Marseilleveyre. On y trouve aussi des grottes (de Saint-Michel d'Eau douce, de l'Ours, de l'Ermite et du Déserteur au-dessus de Callelongue, grotte Rolland au-dessus de Montredon), des avens ou gouffres (la Gardiole), des roches percées (les Trois Arches dans le Malvallon, le pas de la Demi-Lune, etc.) Sur le plateau dit de l'homme mort (déformation probable d'un orme mort) on trouve une surface karstique où le pied se pose difficilement. Au sud-ouest du massif, le rocher des Goudes est relié au rocher Saint-Michel par des falaises en « dentelle », les Lames, au nombre de trois (occidentale, centrale et orientale) dont le franchissement est délicat. Ces deux rochers font partie des sites d'escalade très fréquentés du massif, notamment en raison de la brièveté de la marche d'approche depuis Callelongue.

### Principaux sommets
Marseilleveyre :

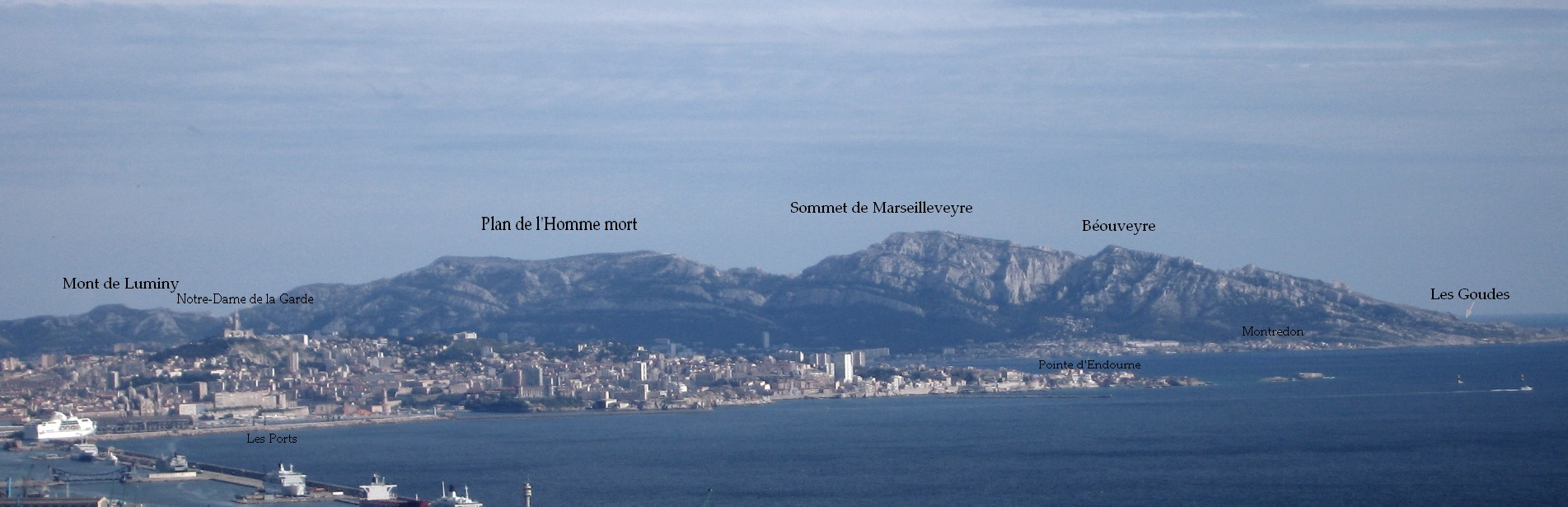
Le massif de Marseilleveyre vu du nord

- Rocher Saint-Michel (altitude 322 mètres)
- Béouveyre (366 m)
- Sommet de Marseilleveyre (432 m)
- Tête de la Mounine (385 m)
- Tête de la Mélette (362 m)
- Tête de l'Homme Mort (396 m)

Îles :
- Maïre (133 m)
- Riou (192 m)

### Climat
Le climat est de type méditerranéen, avec une aridité forte et des températures élevées en été. L'essentiel des pluies tombe en automne et en hiver ; souvent fortes mais séparées par de longs épisodes de sécheresse, elles ne profitent que très partiellement à la végétation à cause du ruissellement, des infiltrations et d'une forte évaporation causée par les vents souvent violents (mistral et vent de nord-ouest représentent 43 % des jours ventés). Le reste du temps, la chaleur est tempérée par une certaine humidité provenant de l'évaporation marine.
La moyenne de la pluviosité à Marseille est de l’ordre de 600 mm par an, mais le cap Croisette, avec 360 mm en moyenne, est une des zones les plus arides de France. La violence de certaines précipitations est extrême : ainsi Météo-France a relevé le 1er décembre 2003 une hauteur d'eau de 218 mm à Marseille et 235 mm à Cassis pour une pluie n'ayant duré que deux heures.

### Flore
Le massif de Marseilleveyre, et plus généralement celui des calanques, constitue un écosystème particulier. Le sol y est quasi inexistant, les falaises calcaires prolongées d'éboulis sont parcourues de très nombreuses failles et fissures dans lesquelles s'ancrent les racines des végétaux.
Cette xéricité associée aux embruns salés conditionne la subsistance d'une végétation adaptée : bruyère multiflore erica, coussins épineux de l'astragale de Marseille, laurier-tin, chêne kermès, salsepareille, Pin d'Alep et genévrier cade accompagnent des espèces endémiques comme la fougère scolopendre ou l'herbe à Gouffé, qui est quasiment un des symboles des calanques.
Au total 83 espèces sont soit protégées soit inscrites sur la liste des espèces menacées.
L’inventaire des habitats qui a été effectué dans le cadre des études de Natura 2000 recense vingt-six habitats naturels auxquels il faut ajouter quarante habitats mixtes. Il y a quatre grands ensembles : les habitats rocheux avec les falaises et les éboulis, les habitats forestiers avec pinède climaciques, les habitats ouverts que sont les pelouses et les garrigues, et les habitats littoraux. Les habitats humides, strictement liés aux sources, sont rares et il faut donc les protéger très fortement.

### Faune

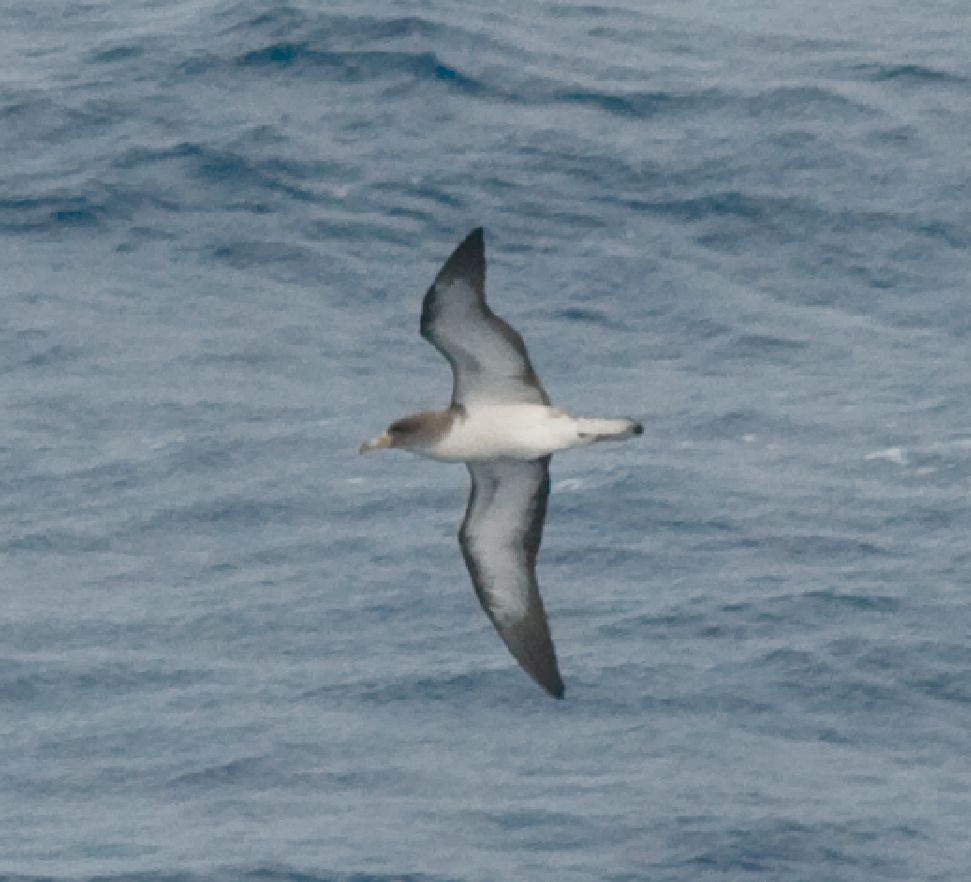
Un puffin cendré.

La faune des calanques est soit adaptée, le plus souvent et en particulier pour les insectes, soit relique comme l’aigle de Bonelli. Les oiseaux nicheurs sont remarquables et le massif abrite un très fort pourcentage d’oiseaux marins puisque 30 % de la population des puffins cendrés et des océanites tempêtes de France se trouvent dans ce massif, ainsi que 10 % des puffins de Méditerranée.
Pour les invertébrés, qui sont très bien adaptés au milieu, il s’agit soit de coléoptères comme le grand capricorne qui ont des élytres qui les protègent de la dessiccation, soit de lépidoptères, c'est-à-dire des papillons et surtout de micros papillons.

## Occupation humaine

### Agro-pastoralisme
Jusqu'au début du XXe siècle, l'ensemble des massifs entourant Marseille étaient boisés ou du moins broussailleux et abritaient une activité pastorale importante. On retrouve ici ou là quelques restes d'anciennes constructions de berger, parfois importantes (la « jasse » du col de Luminy). Mais les troupeaux, notamment de chèvres, faisaient des dégâts, et les paysans n'hésitaient pas à brûler la végétation, soit pour obtenir une herbe fraîche soit pour fabriquer à partir de la roche calcaire une chaux très demandée en ville. La plupart des forêts ont ainsi disparu et la végétation de remplacement est sans valeur agricole ou pastorale. Le reboisement est activement poursuivi, mais les incendies, aujourd'hui plutôt dus à l'imprudence des promeneurs, font encore des ravages. La seule zone réellement boisée actuellement est le parc de Luminy. L'île de Riou, longtemps nommée l'île aux chèvres, n'est plus aujourd'hui habitée que par les rats et les gabians.

### Exploitation de la roche

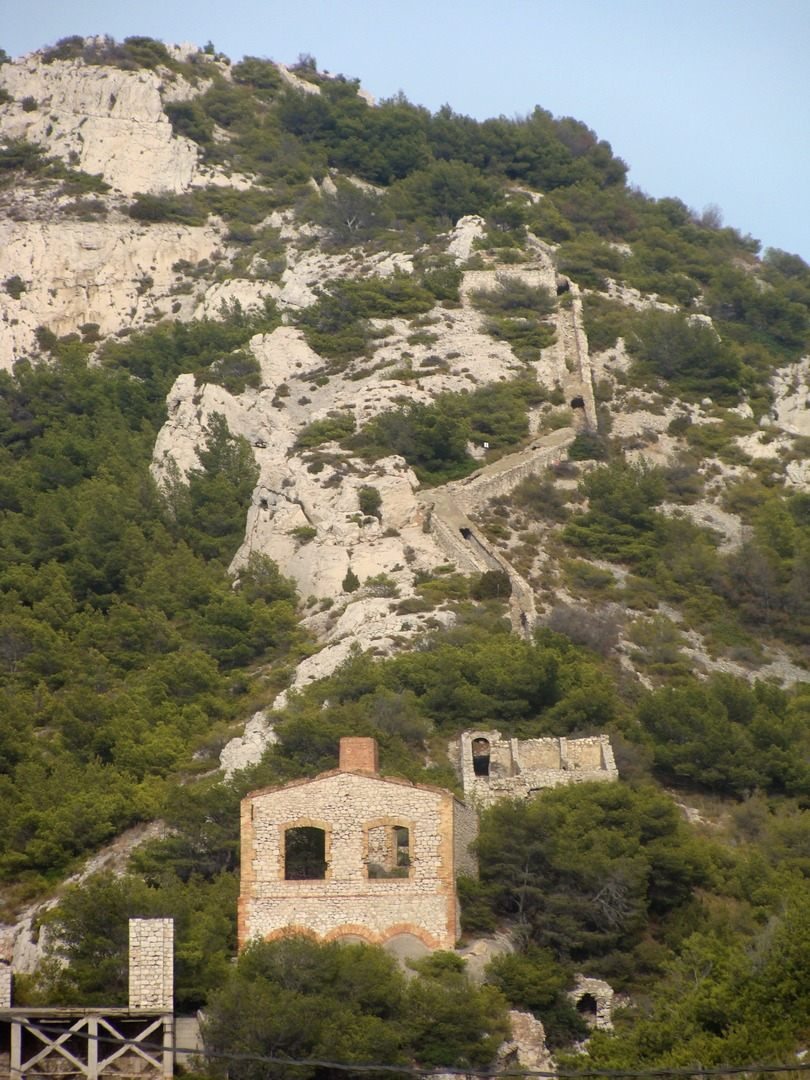
La "cheminée rampante" de l'ancienne usine de l'Escalette, sur la route des Goudes

La roche calcaire a évidemment été exploitée. Dans Marseilleveyre, on trouve en de nombreux endroits des traces de fours à chaux datant de l'époque –pas très lointaine– où le massif était couvert de végétation ; plusieurs de ces foyers sont signalés dans le parc de Luminy.
D'autre part le massif a révélé quelques ressources minières, dont l'exploitation, aujourd'hui abandonnée, a laissé des traces en de nombreux points (autour de la Madrague de Montredon, à la calanque de Podestat, etc.). Une curiosité mérite l'attention : entre la Grotte-Rolland et les Goudes, plusieurs évacuations de fumées d'anciennes usines installées en bordure de la colline sont des conduits en pierre plaqués au sol sur la pente jusqu'à un point assez élevé pour laisser échapper leurs fumées loin des habitations. L'une de ces installations, toujours visible au-dessus de la madrague de Montredon, faisait transiter les fumées dans une construction en forme de labyrinthe, assurant un décrassage de la fumée par simple gravité avant son échappement à l'air libre.

### La vigie
Une première mention d'un point de garde sur le massif remonte à 1302 : le Farossium in loco de Masselhaveyra. Il s'agit de la vigie qui fait face à l'île de Riou, et qui se trouve au sommet à une altitude de 432 mètres. Elle fut utilisée jusqu'en 1814. Il y avait deux guetteurs qui communiquaient avec la Turris de Gardia et le farot de Riou. La Vigie de Marseilleveyre est souvent dans la brume des entrées maritimes ou dans les nuages venant de l'est. En 1864, elle fut remplacée par le sémaphore de Callelongue et transformée en refuge du Club alpin français.

## Tourisme
Aucune route touristique n'a été établie, le parc national veillant à protéger son caractère sauvage. Seules deux petites routes à accès restreint le traversent du nord au sud pour desservir les calanques habitées de Morgiou (depuis les baumettes) et Sormiou (depuis la cayolle). Dans le secteur de Marseilleveyre, le massif est longé à l'ouest par une route en corniche qui se termine à Callelongue, le bord de mer au-delà de ce point n'étant accessible qu'à pied.
Le massif reste néanmoins largement ouvert aux randonneurs depuis plusieurs points de la périphérie de la ville, tous accessibles en bus urbains ; d'ouest en est : Callelongue (ligne 20), les Goudes (ligne 20), la Madrague de Montredon (ligne 19), Grotte-Rolland (ligne 19), Campagne Pastré (ligne 19), le Roy d'Espagne (ligne 44 ou 22), les Baumettes (ligne 23), et surtout Luminy (ligne B1). Cette proximité des transports publics facilite notamment les randonnées en traversée du massif, évitant les allers-retours en voiture.
De nombreux itinéraires de promenade ont été balisés par les Excursionnistes marseillais. Leur couleur indique leur nature : noir = bord de mer, bleu = ligne des crètes, rouge ou vert = traversée nord-sud, brun ou jaune = diagonales. Le sentier de grande randonnée GR 98 - GR 51 traverse le massif de Callelongue à Cassis. Certains de ces sentiers sont d'accès facile, notamment autour de Luminy, mais quelques-uns (dont le GR) sont réservés aux randonneurs entraînés, en raison de leur tracé sportif dans une roche calcaire polie par les passages ou dans les éboulis. Certains passages particulièrement délicats ont été déséquipés par l'ONF au printemps 2008 et restent interdits d'accès. Dans le massif de Marseilleveyre, les rares points d'eau naturels qui existaient encore il y a une dizaine d'années — dont le pittoresque rafrejo cuou, au-dessus des Pierres tombées — ont totalement disparu, à l'exception de robinets d'eau potable (Callelongue, Luminy) et seules quelques calanques (Callelongue, Morgiou, Sormiou) sont habitées. Un établissement isolé (restaurant) est ouvert à la calanque de Marseilleveyre, sous certaines conditions. Il est fortement conseillé de s'informer avant d'entreprendre une randonnée dans le massif et, dans tous les cas, de s'équiper comme pour une randonnée en montagne.
L'accès au massif est interdit, sauf exceptions, lors des périodes de risque d'incendie, notamment de juin à septembre. Un arrêté préfectoral définit chaque année les dates et les lieux autorisés, et un numéro d'appel et un site internet permettent de s'informer la veille d'une sortie de l'état des interdictions pour le lendemain.

### Curiosités
Du sommet de Marseilleveyre on peut, dans certaines conditions exceptionnelles, apercevoir les plus hauts sommets des Pyrénées et plus particulièrement le pic du Canigou, pourtant situé à près de 250 kilomètres. Grâce au phénomène de réfraction, une partie plus ou moins importante de la chaîne de montagne franco-espagnole peut apparaître au-dessus de la mer en direction ouest-sud-ouest.

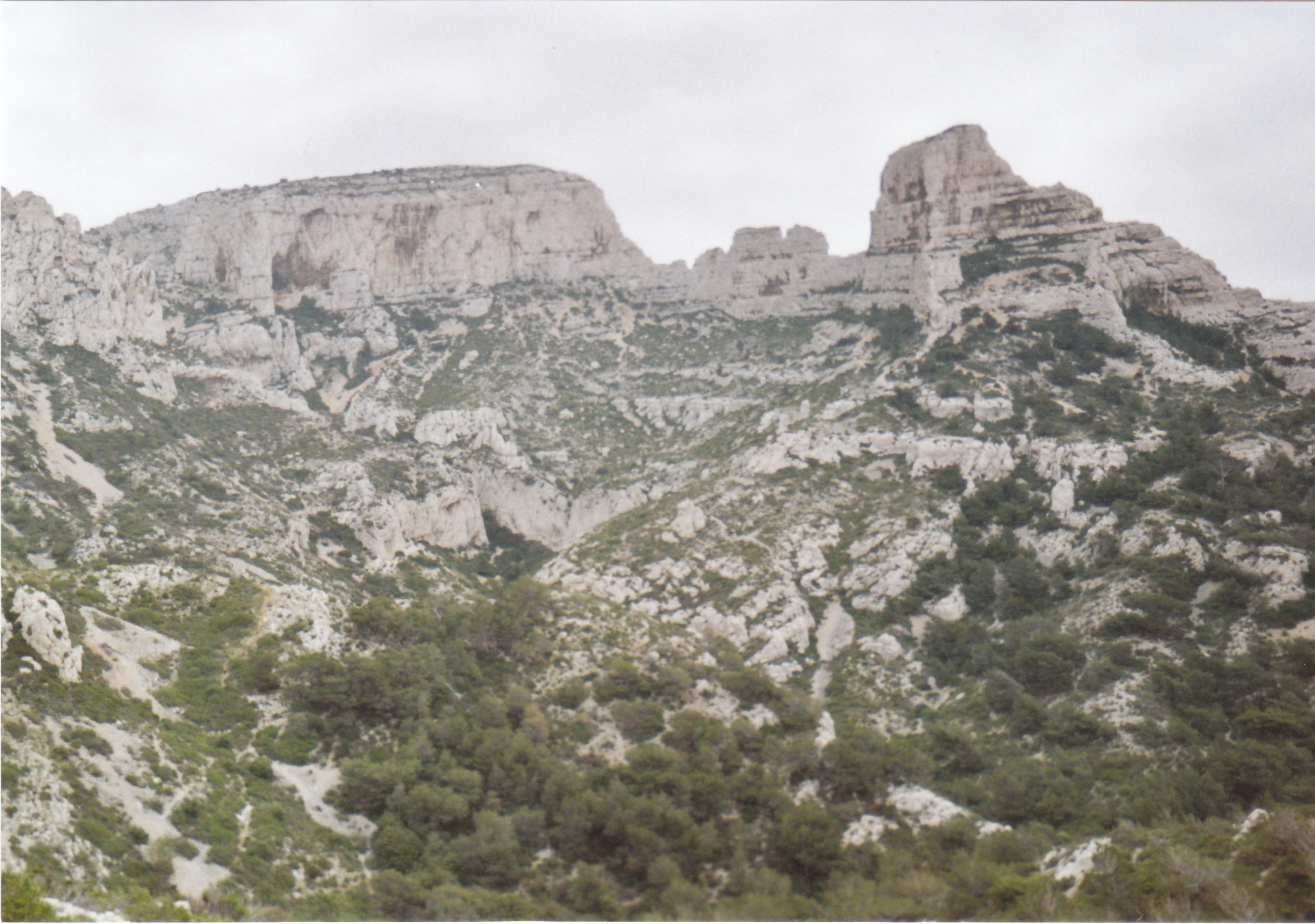
Le rocher des Goudes à droite, de Saint-Michel à gauche et les Lames au centre, au-dessus de Callelongue
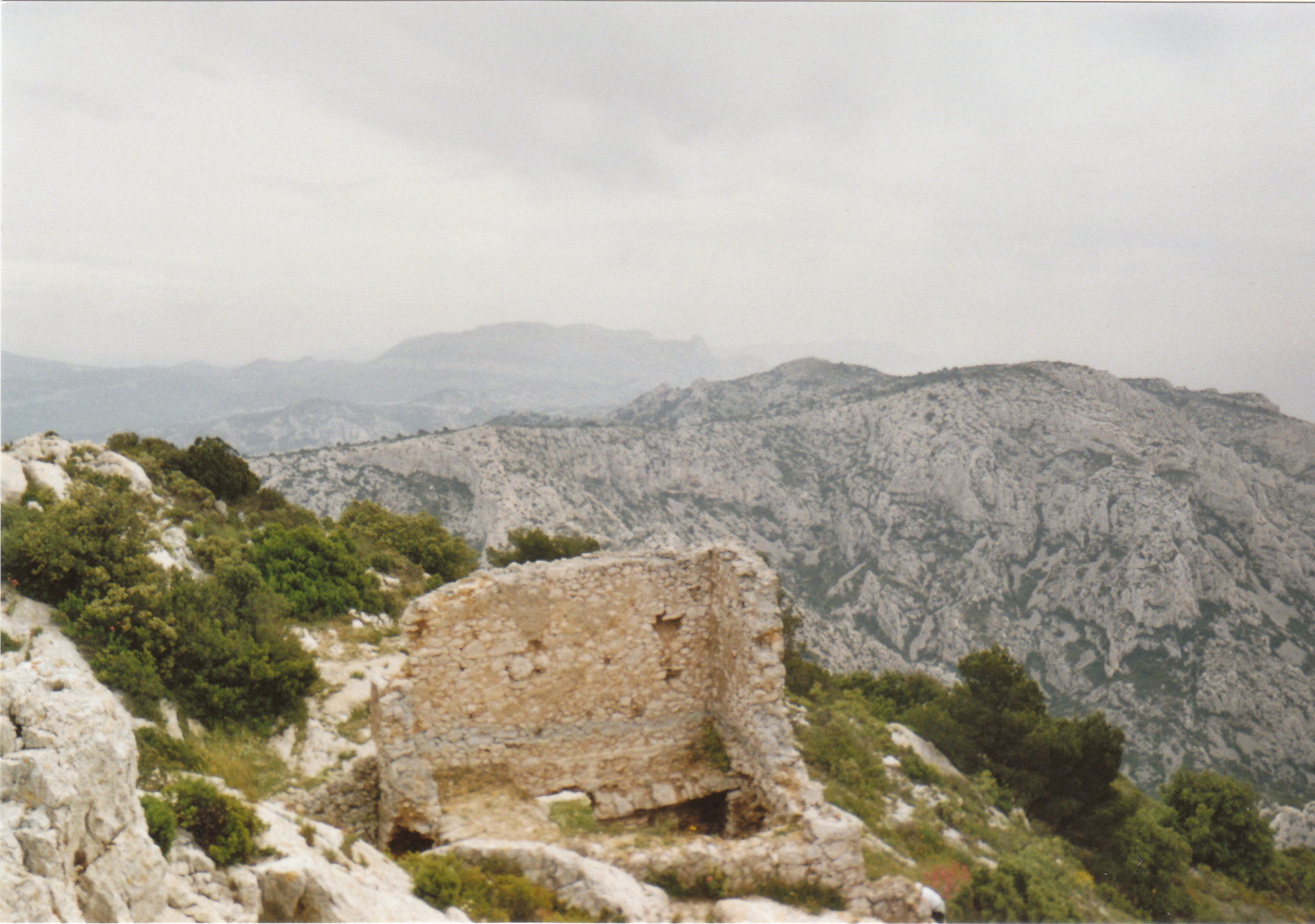
Vue au sommet de Marseilleveyre
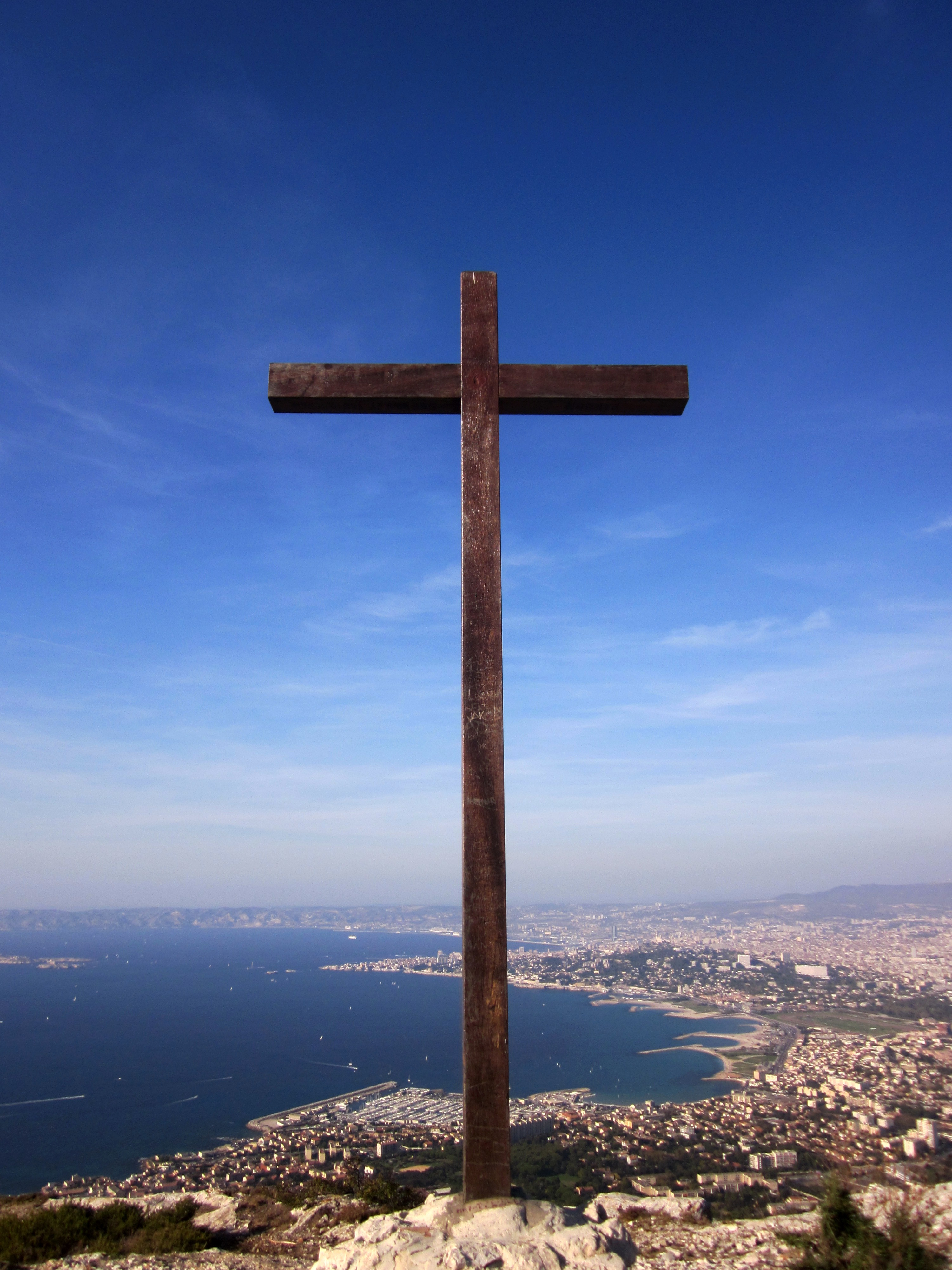
Croix au sommet du massif de Marseilleveyre
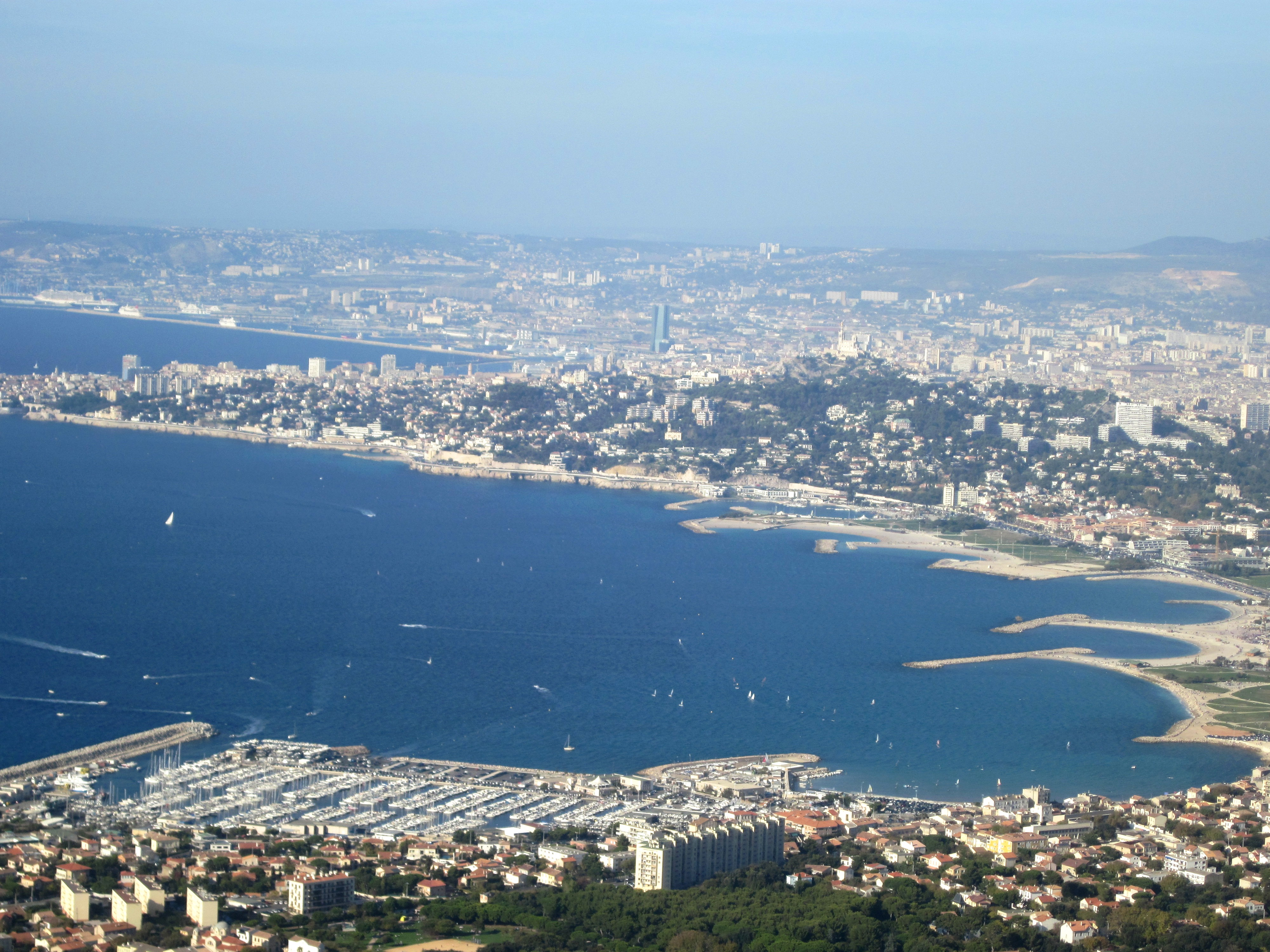
Vue sur Marseille depuis le massif de Marseilleveyre